# Loi Hawley-Smoot
La loi Hawley-Smoot (en anglais Hawley-Smoot Tariff ou Smoot-Hawley Tariff Act), promulguée aux États-Unis le 17 juin 1930, a augmenté les droits de douane à l'importation de plus de 20 000 types de biens. De nombreux pays, par mesure de rétorsion, ont également augmenté leurs taxes à l'importation,. La loi a été votée par un Congrès des États-Unis très protectionniste, malgré les avertissements de nombreux économistes américains.
Par ailleurs, le titre III de la loi est connu sous le nom de Plant Patent Act, qui retient les mêmes critères que pour le certificat d'obtention végétale bien qu'il conserve le terme de brevet.

## Origine
La loi est l’œuvre de deux élus républicains du Congrès, le représentant de l'Oregon Willis C. Hawley et le sénateur de l'Utah Reed Smoot. Le président Herbert Hoover a demandé au Congrès de réduire les hausses de taux de taxation, mais celui-ci les a encore augmentés. De nombreux économistes s'opposaient à cette mesure. Ainsi 1 028 d'entre eux signèrent une pétition réclamant un veto présidentiel à cette loi, pétition organisée par Paul Douglas, Irving Fisher, James TFG Wood, Frank Graham, Ernest Patterson, Henry Seager, Frank Taussig, et Clair Wilcox. Le constructeur automobile Henry Ford passa une soirée à la Maison Blanche pour essayer de convaincre Hoover de mettre son veto, qualifiant la loi de « stupidité économique ». Malgré ces requêtes, la pression des gens de son parti pousse le président Hoover à signer la loi puisque la plate-forme avait promis cette mesure lors de l'élection de 1928.
La loi imposa une taxe de 59 % sur plus de 3 200 biens importés aux États-Unis. Cette taxation fait suite au tarif Fordney-Mac Cumber de 1922, qui imposait une taxation de 38 % en moyenne.

## Conséquences
La loi Hawley-Smoot est considérée comme une tentative de la part de Hoover d’atténuer les effets de la crise. Cette loi incite les pays européens et le Japon à également augmenter leurs droits de douane, ce qui a accéléré la propagation de la crise à échelle internationale.

## Analyses autour de la loi
Douglas Irwin évalue l'impact de la loi Hawley-Smoot sur le commerce. Au cours des deux années qui ont suivi l'imposition du tarif Smoot-Hawley en juin 1930, le volume des importations américaines a chuté de plus de 40%. Irwin montre qu'une partie de cet effondrement des échanges est attribué au droit de douane lui-même et non à d'autres facteurs tels que la baisse des revenus ou les représailles étrangères. Les évaluations d'équilibre partiel et général indiquent que le tarif Smoot-Hawley a réduit les importations de 4 à 8 % (ceteris paribus). En outre, une simulation contre-factuelle suggère que près d'un quart de la baisse observée de 40% des importations peut être attribuée à l'augmentation du tarif effectif (c'est-à-dire Smoot-Hawley plus déflation).
Irwin affirme que la Loi Hawley-Smoot n’a certes pas été la cause principale de la Grande Dépression, mais qu’il en a aggravé la sévérité en provoquant des mesures de rétorsion internationales et en réduisant le commerce mondial. La loi Smoot-Hawley a augmenté le tarif moyen sur les importations taxées de 15 à 18 %. Ce qui a quelque peu limité l’impact de Smoot-Hawley, c’est la taille relativement restreinte du secteur commercial américain à l’époque. En 1930, seulement un tiers des importations totales aux États-Unis étaient soumises à des droits de douane, et ces marchandises taxées ne représentaient que 1,4 % du PIB. Selon Irwin, il n’existe aucune preuve que cette législation ait atteint ses objectifs de création nette d’emplois ou de relance économique. Même d’un point de vue keynésien, cette politique s’est révélée contre-productive, car la chute des exportations a été plus importante que celle des importations. Bien que la baisse des revenus étrangers ait été un facteur majeur de l’effondrement des exportations américaines, le tarif a aussi limité l’accès des étrangers aux dollars américains, ce qui a conduit à une appréciation de la monnaie et rendu les produits américains moins compétitifs à l’international. Irwin souligne que l’un des effets les plus néfastes de la loi fut la détérioration des relations commerciales des États-Unis avec leurs partenaires clés. La loi a été adoptée à un moment où la Société des Nations travaillait à une trêve tarifaire mondiale, et le tarif Smoot-Hawley a été largement perçu comme une mesure unilatérale et hostile, sapant la coopération internationale. Selon Irwin, l’impact principal à long terme fut que l’indignation suscitée a incité d’autres pays à former des blocs commerciaux discriminatoires. Ces accords commerciaux préférentiels ont détourné le commerce mondial des États-Unis et freiné la reprise économique globale,.
Selon The Economist, le Smoot-Hawley Tariff Act a conduit à une baisse de deux tiers du commerce mondial. « Ce fut si catastrophique pour la croissance aux États-Unis et dans le reste du monde que les législateurs n’ont plus osé toucher au sujet depuis. 'Smoot-Hawley' est devenu synonyme de politique désastreuse ».
L’économiste Milton Friedman soutenait que, bien que les tarifs de 1930 aient causé du tort, ils n’étaient pas à eux seuls responsables de la Grande Dépression.
Paul Krugman écrit que le protectionnisme ne conduit pas à des récessions. Selon lui, la diminution des importations (qui peut être obtenue par l'introduction de droits de douane) a un effet expansionniste, c'est-à-dire favorable à la croissance. Ainsi, dans une guerre commerciale, puisque les exportations et les importations diminueront de manière égale, pour le monde entier, l'effet négatif d'une diminution des exportations sera compensé par l'effet expansionniste d'une diminution des importations. Une guerre commerciale ne provoque donc pas une récession. En outre, il note que le tarif Smoot-Hawley n'a pas provoqué la Grande Dépression. Le déclin du commerce entre 1929 et 1933 « était presque entièrement une conséquence de la Dépression, pas une cause. Les barrières commerciales étaient une réponse à la Dépression, en partie une conséquence de la déflation ».
Peter Temin (en), économiste au Massachusetts Institute of Technology, a expliqué qu'un droit de douane est une politique expansionniste, comme une dévaluation, car il détourne la demande des producteurs étrangers vers les producteurs nationaux. Il a noté que les exportations représentaient 7% du PNB en 1929, qu'elles ont chuté de 1,5% du PNB durant les deux années suivantes et que la chute a été compensée par l'augmentation de la demande intérieure due aux tarifs. Il a conclu que contrairement à l'argument populaire, l'effet de contraction du tarif était faible. (Lessons from the Great Depression, MIT Press, Cambridge, Mass, Peter Temin)